# Anette Freytag
Anette Freytag (* 1971 in Klagenfurt) ist eine österreichische Kunsthistorikerin und Universitätsprofessorin für Landschaftsarchitektur.

## Leben und Wirken
Anette Freytag studierte Kunstgeschichte an der Universität Wien und promovierte 2011 am Departement Architektur der ETH Zürich über das Werk des Schweizer Landschaftsarchitekten Dieter Kienast (1945–1998), wofür sie mehrfach ausgezeichnet wurde. Ihr daraus entstandenes Buch „Dieter Kienast. Stadt und Landschaft lesbar machen“ (2015) wurde unter anderem in die Liste Die schönsten Schweizer Bücher aufgenommen.
Freytag absolvierte Forschungsaufenthalte am Zentralinstitut für Kunstgeschichte sowie der Harvard Graduate School of Design und hielt Gastvorträge an Universitäten in Zürich, Basel, Innsbruck, Rapperswil und Leuven. Von 2011 bis 2015 war sie Dozentin und Forschungsverantwortliche am Institut für Landschaftsarchitektur der ETH Zürich und von 2015 bis 2016 Wissenschaftliche Beraterin für Landschaftspolitik am Bundesamt für Umwelt der Schweizerischen Eidgenossenschaft. Nach vier Jahren als Associate Professor for Landscape Architecture at Rutgers - The State University of New Jersey wurde sie im Juli 2020 ebendort zum Full Professor ernannt.
Anette Freytags Forschungstätigkeit konzentriert sich auf die Landschaftsarchitektur des 19. und 20. Jahrhunderts und die gegenwärtige Gestaltung von Stadt und Landschaft. Sie arbeitete an der Entwicklung der theoretischen Position der „Topologie“ zur Reform der landschaftsarchitektonischen Ausbildung und Praxis mit und erstellte mehrere Gutachten für den Schutz und die Erhaltung historischer Ensembles, unter anderem auch im Rahmen ihres 2001 gegründeten Forschungsbüros ville.jardin.paysage. Zu den bedeutendsten zählen der Garten des von Josef Hoffmann entworfenen Palais Stoclet in Brüssel und die deutschen Soldatenfriedhöfe des Ersten Weltkriegs in Flandern.

## Publikationen (Auswahl)
- The Stoclet House 1905–1911. Masterpiece of the Wiener Werkstätte. In: Peter Noever, Etienne Davignon, Paul Dujardin, Anne Mommens (Hrsg.): Yearning for Beauty. The Wiener Werkstätte and the Stoclet House. Ostfildern-Ruit,  Hatje Cantz 2006, ISBN 3-7757-1778-1, S. 360–374, (Ausstellungskatalog).
- als Herausgeberin mit Christophe Girot, Albert Kirchengast, Dunja Richter: Topology. Topical Thoughts on the Contemporary Landscape (= Landscript. 3). Jovis, 2Berlin 2013, ISBN 978-3-86859-212-2.
- Dieter Kienast. Stadt und Landschaft lesbar machen. gta Verlag, Zürich 2015, ISBN 978-3-85676-312-1.
- als Herausgeberin: Die Gärten von La Gara. Ein Landgut aus dem 18. Jahrhundert bei Genf mit Gärten von Erik Dhont und einem Labyrinth von Markus Raetz. Scheidegger & Spiess, Zürich 2018, ISBN 978-3-85881-570-5.